# Levallois Sporting Club Escrime
 (décembre 2023).
Si vous disposez d'ouvrages ou d'articles de référence ou si vous connaissez des sites web de qualité traitant du thème abordé ici, merci de compléter l'article en donnant les références utiles à sa vérifiabilité et en les liant à la section « Notes et références ».
Le Levallois Sporting Club Escrime est un club d'escrime affilié au Levallois Sporting Club. C'est un des plus grands clubs d'escrime avec plus de 450 adhérents. Parmi les champions célèbres actuellement au club, on peut citer Yannick Borel, Daniel Jérent, Ronan Gustin, ou Coraline Vitalis.
Le Levallois Sporting Club Escrime fait partie du club omnisports Levallois Sporting Club.

## Histoire
La section escrime du Levallois Sporting Club a été créée en 1983, en même temps que le club omnisports de Levallois. Le président fondateur de la section escrime était M. Mario Malucchi. À cette période, la section comptait environ une cinquantaine de licenciés et la salle d’armes était située au Gymnase Auguste-Delaune.
À partir de 1987, des champions de haut niveau, comme Frédéric Delpla, Hervé Faget, Joël Bouzou (champion du monde de pentathlon) sont arrivés à Levallois. Puis en 1988 Éric Srecki (aujourd’hui, Directeur technique national) accompagné de François Bouillot et en 1989 Jean-Michel Henry sont venus compléter
l’équipe séniors d’épée masculine. Avec l'augmentation des effectifs, et l’objectif d’ouverture de la discipline au plus grand nombre (création de l’option escrime au collège Danton, l’escrime entreprise, l’escrime artistique, le baby-club...), le club déménage au Gymnase Eric Srecki ce qui permet d’accueillir ses licenciés dans deux salles.
Par la suite, Laura Flessel, Hugues Obry, Rémy Delhomme, Matthieu Denis, Sarah Daninthe, Maureen Nisima, Ulrich Robeiri et Gauthier Grumier ont intégré la section, et porté au plus haut niveau les couleurs du club.
Les épéistes levalloisiens sont les titulaires de l'équipe de France. Sous la bannière tricolore, ils ont rapporté 15 médailles des Jeux olympiques et des Jeux paralympiques. Le dernier titre mondial a été acquis par Kendrick Jean-Joseph en M20 au printemps 2021. Houssam El Kord, enfant de Levallois, est également double champion d'Afrique. Côté féminin, Coraline Vitalis a été sacrée championne d'Europe en 2019.
La section suit également la dynamique lancée par la Fédération française d'escrime en proposant des cours de sabre laser en complément de sa partie d'escrime artistique.

## Palmarès

### Jeux Olympiques
| Année          | Dames                                  | Dames       | Hommes                          | Hommes      |
| Année          | Individuelles                          | Par équipes | Individuels                     | Par équipes |
| -------------- | -------------------------------------- | ----------- | ------------------------------- | ----------- |
| Séoul 1988     |                                        |             |                                 |             |
| Barcelone 1992 |                                        |             | Eric Srécki · Jean-Michel Henry |             |
| Atlanta 1996   |                                        |             |                                 |             |
| Sidney 2000    |                                        |             |                                 |             |
| Athènes 2004   | Laura Flessel-Colovic · Maureen Nisima |             |                                 |             |
| Pékin 2008     |                                        |             |                                 |             |
| Londres 2012   |                                        |             |                                 |             |
| Rio 2016       |                                        |             | Gauthier Grumier                |             |
| Tokyo 2020     |                                        |             |                                 |             |
| Paris 2024     |                                        |             | Yannick Borel                   |             |

### Championnats du Monde
| Année | Dames         | Dames       | Hommes      | Hommes      |
| Année | Individuelles | Par équipes | Individuels | Par équipes |
| ----- | ------------- | ----------- | ----------- | ----------- |
| 2015  |               |             |             |             |
| 2016  |               |             |             |             |
| 2017  |               |             |             |             |
| 2018  |               |             |             |             |
| 2019  |               |             |             |             |
| 2020  |               |             |             |             |
| 2021  |               |             |             |             |
| 2022  |               |             |             |             |
| 2023  |               |             |             |             |
| 2024  |               |             |             |             |
| 2025  |               |             |             |             |

### Championnats d'Europe
| Année | Dames         | Dames       | Hommes      | Hommes      |
| Année | Individuelles | Par équipes | Individuels | Par équipes |
| ----- | ------------- | ----------- | ----------- | ----------- |
| 2015  |               |             |             |             |
| 2016  |               |             |             |             |
| 2017  |               |             |             |             |
| 2018  |               |             |             |             |
| 2019  |               |             |             |             |
| 2020  |               |             |             |             |
| 2021  |               |             |             |             |
| 2022  |               |             |             |             |
| 2023  |               |             |             |             |
| 2024  |               |             |             |             |
| 2025  |               |             |             |             |

### Coupe d'Europe des Clubs Champions
| Année  | Dames        | Hommes                                                                           |
| ------ | ------------ | -------------------------------------------------------------------------------- |
| 90's   |              | 1991                                                                             |
| 2000's | 2004 et 2006 | 2000, 2001 et 2007                                                               |
| 2010's |              | 2011, 2014 et 2015                                                               |
| 2020's |              | 2024 (Paul Allègre, Alexandre Bardenet, Kendrick Jean-Jospeh et Lilian Nguefack) |

### Championnats de France Élite
| Année | Dames                 | Dames                                                                    | Hommes                              | Hommes                                                                  |
| Année | Individuelles         | Par équipes                                                              | Individuels                         | Par équipes                                                             |
| ----- | --------------------- | ------------------------------------------------------------------------ | ----------------------------------- | ----------------------------------------------------------------------- |
| 2015  |                       |                                                                          |                                     |                                                                         |
| 2016  |                       |                                                                          |                                     |                                                                         |
| 2017  |                       |                                                                          |                                     |                                                                         |
| 2018  |                       |                                                                          |                                     |                                                                         |
| 2019  |                       | (Alexandra Louis-Marie, Solene Mbiim, Alexandra Ndolo, Coraline Vitalis) | Virgile Marchal                     | (Paul Allègre, Yannick Borel, Ronan Gustin, Virgile Marchal)            |
| 2020  |                       |                                                                          |                                     |                                                                         |
| 2021  |                       |                                                                          |                                     |                                                                         |
| 2022  | Alexandra Louis-Marie | (Camélia El Kord, Alexandra Louis-Marie, Solene Mbiim, Coraline Vitalis) | Paul Allègre · Yannick Borel        | (Paul Allègre, Yannick Borel, Houssam El Kord, Ronan Gustin)            |
| 2023  |                       | (Julia Caron, Alexandra Louis-Marie, Solene Mbiim, Coraline Vitalis)     | Paul Allègre · Kendrick Jean-Joseph |                                                                         |
| 2024  | Solène Mbiim          | (Julia Caron, Alexandra Louis-Marie, Solene Mbiim, Coraline Vitalis)     | Paul Allègre · Lilian Nguefack      | (Paul Allègre, Alexandre Bardenet, Yannick Borel, Kendrick Jean-Joseph) |
| 2025  |                       |                                                                          |                                     | (Paul Allègre, Houssam El Kord, Kendrick Jean-Joseph, Lilian Nguefack)  |

## Handisport
Le LSC escrime est aussi réputé pour la place qu'il confère à l'escrime handisport. Robert Citerne et David Maillard remportent le premier titre olympique en 2004 à Athènes du club. Robert Citerne a doublé la mise à Rio en 2016.

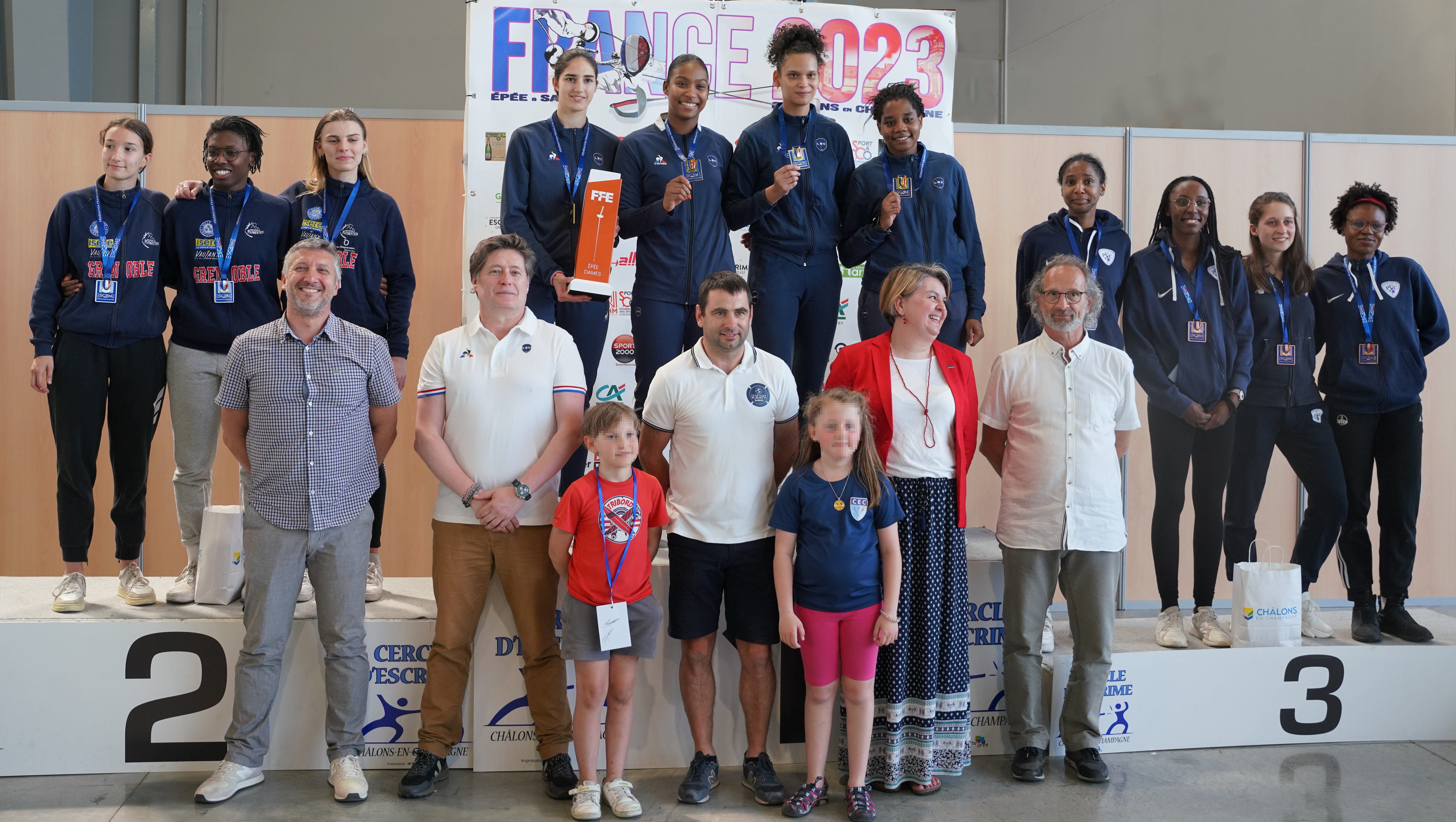
Le LSC sur la plus haute marche aux championnat de France 2023.